# Лопухин, Василий Абрамович
Василий Абрамович (Авраамович) Лопухин (5 (16) августа 1711 — 19 (30) августа 1757) — генерал-аншеф, сын брата царицы Евдокии Фёдоровны — Абрама Федоровича, казненного в 1718 году.
Погиб в сражении при Гросс-Егерсдорфе, командуя левым флангом армии Апраксина.

## Биография
Родился 5 (16) августа 1711 года. Образование получил в Сухопутном шляхетском кадетском корпусе (1732—1736), военную репутацию приобрёл в войнах против турок под началом Миниха и шведов под началом Ласси. Полковник Кексгольмского пехотного полка (1737—1740); генерал-майор (1740). Представлял тип профессионального военного, чуждого дворцовых интриг, поэтому его не коснулась опала семьи, напротив, при Елизавете Петровне стал генерал-аншефом (1756), 5 сентября 1751 года был награждён Орденом Св. Александра Невского.
В знаменитом сражении Семилетней войны при Гросс-Егерсдорфе командовал второй дивизией (левым флангом) русской армии, принявшей на себя основной удар пруссаков. В самый критический момент битвы, когда левое крыло было смято наступлением превосходящих сил противника, израненный генерал Лопухин, пытавшийся остановить отступающих русских солдат, был схвачен прусскими гренадерами, что заставило русских воинов вернуться на прежние позиции, и они тут же отбили своего командира. Это в конечном итоге и решило исход битвы. Был смертельно ранен тремя пулями и скончался в тот же день, 19 (30) августа 1757 года; похоронен на поле боя.
В победной «Реляции» императрице командующий Апраксин пишет:

«Главная наша потеря в том состоит, что командовавший нашим левым крылом храбрый генерал Василий Абрамович Лопухин убит, но своею неустрашимою храбростью много способствовал одержанию победы, толь славно жизнь свою скончал, что почтение к своим добродетелям тем ещё вящше умножил. Позвольте, всемилостивейшая государыня, что я, упоминая о нём, не могу от слез воздержаться: он до последнего дыхания сохранил мужество и к службе Вашего императорского величества прямое усердие. Быв вдруг тремя пулями весьма тяжко ранен, однако же, сохраняя остатки жизни, спрашивал только: гонят ли неприятеля и здоров ли фельдмаршал? И как ему то и другое уверено, то последние его были слова: теперь умираю спокойно, отдав мой долг всемилостивейшей государыне».

Примерно то же пишет и участник битвы князь Прозоровский:
«Но за всем тем солдаты не бежали и, будучи уже в расстройке, не преставали стрелять. А особливо побуждены бывши к сему примерною храбростию дивизионного своего командира Лопухина, который взял свое место при Втором Гранодерском полку, удержал фланг онаго и тем все полки остановил. Сей отменного духа начальник, получая в сражении раны, присутствовал до тех пор, покуда ранен будучи сквозь желудок, отведен в сторону. От которой раны чрез несколько часов и жизнь прекратил с духом усердного патриота и храброго человека, ибо, лежа в своем экипаже спросил? „Побежден ли неприятель?“, и, как сказали: „Побежден“, то отвечал: „Таперь с покоем я умираю“, что чрез полчаса и последовало. Действие сие и слово достойны древних времен героев. Таким образом мужество одного начальника может привлечь на свою сторону победу!»
За воинские заслуги был награждён орденами Св. Александра Невского и Св. Анны, золотой шпагой «За храбрость» с бриллиантами. Народные песни о генерале В. А. Лопухине являются наиболее многочисленными среди песен о Семилетней войне и в дальнейшем были очень популярны в армии во время Отечественной войны 1812 года.
В 1764 году останки Лопухина перевезли на родину и перезахоронили в Москве, в родовой усыпальнице в Андрониковом монастыре, рядом с женой.

## Семья
Василий Абрамович был женат на Екатерине Ягужинской (1713/14 — 18 октября 1738 года), дочери графа Павла Ивановича Ягужинского от брака с Анной Федоровной Хитрово. Детей он не оставил.